# Quận Schleicher, Texas
Quận Schleicher (tiếng Anh: Schleicher County) là một quận trong tiểu bang Texas, Hoa Kỳ. Quận lỵ đóng ở thành phố Eldorado6. Theo kết quả điều tra dân số năm  2000 của Cục điều tra dân số Hoa Kỳ, quận có dân số 2935 người.